# Хулио Сезар Чавес
Хулио Сезар Чавес (на английски: Julio César Chávez) е мексикански професионален боксьор, боксиращ в лека-полусредна категория, един от най-популярните професионални боксьори в света.
Счита се, че Чавес е един от най-великите боксьори в историята, като в кариерата си той печели шест Световни титли в три различни категории: версия WBC, категория: Супер Перо (1984), версия WBA, категория: Лека (1987), версия WBC, категория: Лека (1988), версия WBC, категория: Супер лека (1989), версия IBF, категория: Лека-полусредна (1990), и версия WBC, категория: Супер лека (1994).
Преди да се оттегли за първи път от професионалния ринг, Чавес има рекорд: 104 мача,5 загуби и 2 равни мача (80 от победите са с нокаут). Сред бойците които е побеждавал през дългогодишната си кариера са Световните шампиони Хосе Луис Рамирес, Рафаел Лимон, Роки Рокридж, Мелдрик Тейлър, Роджър Мейуедър, Лони Смит, Сами Фуентес, Хектор „Мачо“ Камачо, Хуан Лапорте, Едуин Росарио, Тони Лопес и Джовани Паризи.
Той губи само от 2 бъдещи шампиони: Оскар Де Ла Оя и Костя Тзю.
През 2002 година реномираното боксово списание „Ring Magazine“ поставя Чавес на 18 място в класацията на най-великите боксьори през последните 80 години, а през 2003 година е поставен на 50-о място в класацията на същото списание - 100-те най-големи удрячи за всички времена.